# تراشکاری
تراشکاری (به انگلیسی: Turning) عبارت است از شکل‌دهی فلزات به روش براده‌ برداری با استفاده از ماشین تراشکاری.

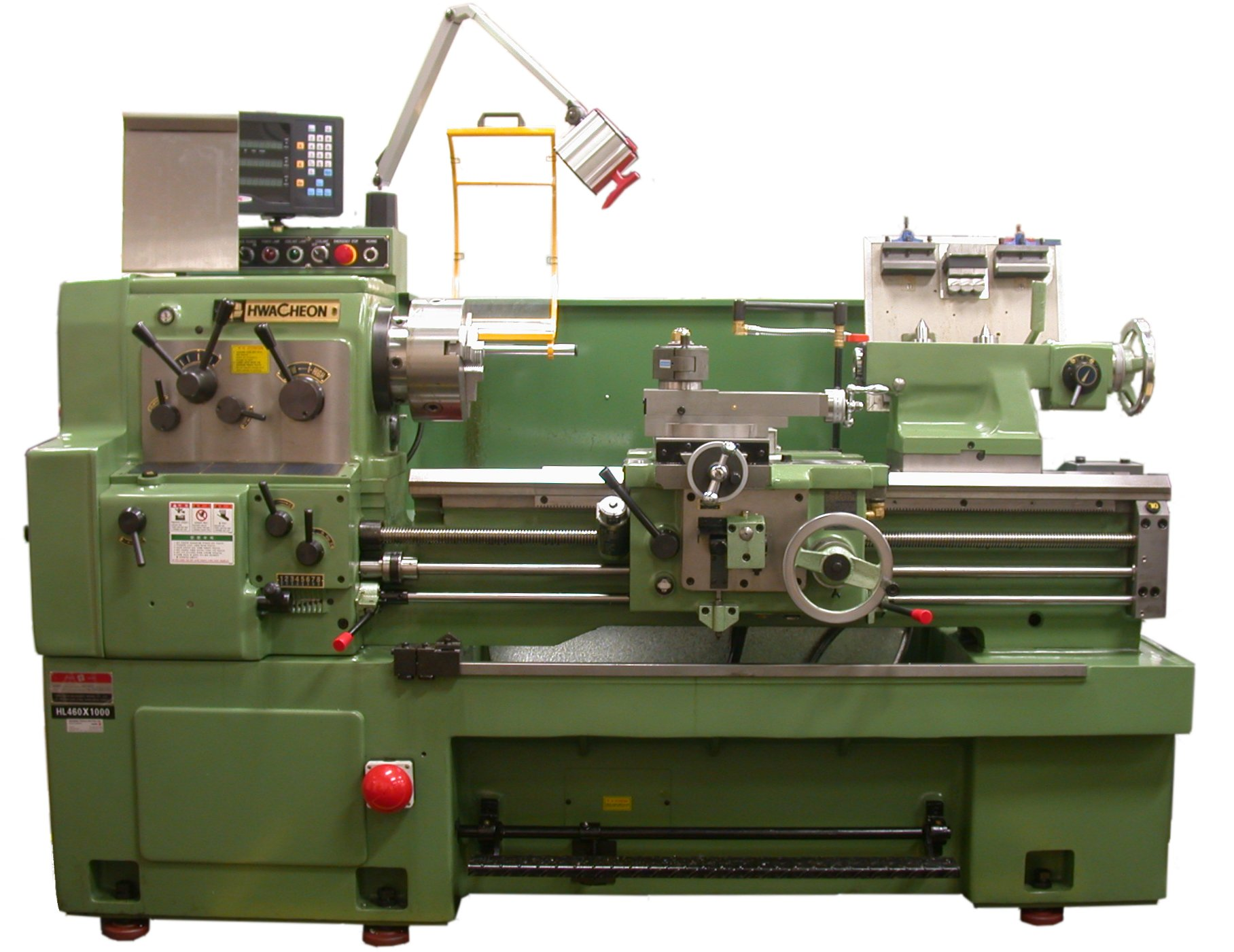
دستگاه تراش

در این روش از شکل‌دهی فلزات، فلز که عمدتاً به شکل استوانه است (البته اشکال دیگر فلز نیز قابل استفاده‌است)، با قدرت و سرعت معین به چرخش درآمده و با حرکت تیغچه‌های تراشکاری بر روی آن، عمل براده‌ برداری با عمق و سرعت معین انجام می‌شود.
محور حرکت قطعه می‌تواند خط صاف یا در راستای مجموعه‌ای از منحنی‌ها و زوایا باشد. معمولاً اصطلاح تراشکاری برای توضیح تولید سطح خارجی با عمل تراش به کار برده می‌شود، در حالی که برای تولید سطوح داخلی از واژه بورینگ استفاده می‌شود؛ به همین دلیل، عبارت «تراشکاری و بورینگ» برای خانواده بزرگ‌تری از فرایندها به نام تراشیدن استفاده می‌شود.
تراشکاری می‌تواند به صورت دستی با دستگاه تراش سنتی که نیازمند نظارت دائمی اپراتور می‌باشد یا با استفاده از دستگاه تراش اتومات انجام شود . امروزه رایج‌ترین دستگاه اتومات CNC (کنترل عددی) می‌باشد.
استاد مجید محمدی از اساتید قدیمی و بنام ایران می باشد که تحول شگرفی در این رشته به‌وجود آورد و از بنیان گذاران تراشکاری چند بعدی در کشور می باشد

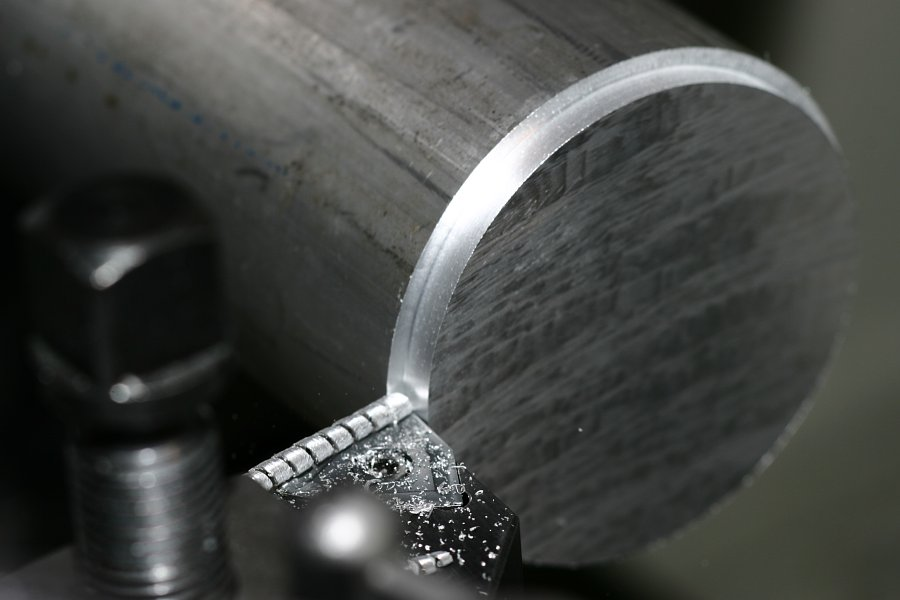
تراشکاری یک قطعه آلومینیومی

## فرایندهای تراشکاری

### روتراشی
این فرایند از ابتدایی‌ترین فرایند های ماشین‌کاری می‌باشد که بخش مورد تراشکاری، می‌چرخد درحالی‌که ابزار برشی تک‌نقطه موازی با محور چرخش حرکت می‌کند. تراشکاری می‌تواند روی سطح داخلی یا خارجی جسم انجام شود. قطعه مورد تراشکاری عموماً قطعه‌کاری است که تحت عملیات‌های ریخته‌گری، آهنگری، اکستروژن تولید شده‌است.

#### تراشکاری مخروطی
در این روش، سطح خارجی قطعه کار به صورت مخروط تراشیده می‌ شود. از این نوع تراشکاری برای ساخت قطعاتی مانند نوک مته، ابزارهای برش و برخی از اتصالات استفاده می‌ شود. 

### شیار تراشی
در این فرایند قلم شیار تراش در راستای شعاع قطعه به آرامی در داخل آن نفوذ می‌کند و شیاری برابر با پهنای قلم بر روی سطح خارجی قطعه استوانه ای ایجاد می‌کند.

### پیشانی تراشی
یک ابزار تراش تک نقطه ای با حرکت در شعاع قطعه کار، در پیشانی قطعه کار، تراش می‌دهد تا سطح بیرونی آن را صاف کند. عمق پیشانی تراشی معمولاً کم می‌باشد و با یک گام تراش ابزار به پایان می‌رسد. پیشانی قطعه به قسمت ابتدایی یا انتهایی آن می‌گویند.

### سوراخ‌کاری
سوراخ‌کاری یک فرآیند ماشین‌کاری است که هدف آن ایجاد سوراخ در قطعه‌کار از طریق براده‌برداری است. در این فرآیند، قطعه‌کار در حین چرخش با استفاده از مته‌ای که قطر سوراخ ایجاد شده برابر با قطر آن است، سوراخ می‌شود. برای بهینه‌سازی عملکرد مته، باید آن را به درستی در دستگاه قرار داد. این کار با استفاده از سه‌نظام مته یا مرغک دستگاه انجام می‌شود که قطعه‌کار در حال چرخش را در سه‌نظام یا فشنگی قرار می‌دهند.

### پیچ تراشی
برای پیچ تراشی با استفاده از ماشین تراشکاری از رنده‌های پیچ بری استفاده می‌شود. رنده‌های پیچ بری جزئی از رنده‌های فرم بوده و لازم است که فرم لبه برنده آن‌ها با فرم شیار دندانه پیچ مطابقت داشته باشد.
حال با استفاده از ابزار مخصوص و استفاده از میلهٔ هادی و استفاده از روش‌های گرداندن قطعه یا استفاده از ساعت پیچ تراشی؛ پیچ تراشیده می‌شود.

### آج زنی
به عمل ایجاد شیارهای منظم و با اشکال مختلف در طول قطعه آج زنی می‌گویند.

### عملیات بورینگ[۱]
(به معنای افزایش قطر یک سوراخ از پیش ایجاد شده) یک ابزار بورینگ به صورت محوری وارد قطعه کار می‌شود و در طول محور سوراخ ایجاد شده؛ تراش می‌دهد. ابزار تراش بورینگ تک نقطه ای می‌باشد و می‌توان با استفاده از سر قابل تنظیم ابزار تراش، قطر سوراخ ایجاد شده را تغییر داد. بورینگ معمولاً پس از سوراخ زنی به منظور بزرگ کردن بخشی از سوراخ یا رسیدن به ابعاد دقیق تر استفاده می‌شود.

### قلاویز زنی[۱]
یک قلاویز از انتها به صورت محوری وارد قطعه کار می‌شود و رزوه‌هایی داخل سوراخ موجود، تراش می‌دهد. قلاویز مورد نیاز به‌طور معمول با مته ای که سوراخ را ایجاد کرده هم قطر می‌باشد.

### بُرقو کاری[۱]
یک برقو به صورت محوری از انتهای قطعه کار وارد می‌شود و سوراخ موجود را با توجه به قطر ابزار تراش بزرگ می‌کند. برقو کاری حجم کمی از قطعه کار را تراش می‌دهد و معمولاً پس از سوراخ زنی برای ایجاد سوراخی با ابعاد دقیق و سطح خارجی نرم‌تر استفاده می‌شود.

## اجزای اصلی ماشین تراش معمولی
چون برای بستن قطعات کار در این ماشین از یک یا دو مرغک استفاده می‌شود لذا اسم آن را ماشین تراش مرغک دار گذارده‌اند ضمناً به آن ماشین تراش با میله کشش و هادی و هم چنین ماشین طول تراش هم می‌گویند.
میله کار یاتاقان شده و به وسیلهٔ آن به قطعه کار گردش داده می‌شود. این میله به طرز بسیار خوبی یاتاقان بندی شده و کاملاً محکم نگهداری می‌گردد و جنس آن هم از بهترین فولادها است. اغلب اوقات این میله تو خالی است و می‌توان قطعه کار یا میله‌ای که باید رویش کار انجام شود از داخل سوراخ آن عبور داد.
بستر یاتاقان‌های این میله سنگ زده شده‌اند. یا یاتاقان‌هایی که معمولاً برای این میله‌ها مصرف می‌شوند از نوع یاتاقان‌های لغزشی و یاتاقان‌های غلتکی می‌باشند.
پوسته داخل یا تاقان‌های لغزشی اکثراً از جنس برنز هستند. یا تاقان‌های غلتکی دارای اصطکاک کمتری می‌باشند. میله کار بایستی در یاتاقان خود بدون بازی (لقی) کار کند. اگر یاتاقان لقی داشته باشد روی سطح کار تراشیده شده ناهموار و به‌علاوه این لقی باعث خواهد شد که قطعات فرم غیر استوانه‌ای به خود بگیرند.
از لقی یاتاقان می‌توان در نتیجه میزان کردن تا حدی جلوگیری کرد. یاتاقان ساچمه‌ای یا صفحه‌ای فشاری که درموقع تراش در جهت محور گردش تولید می‌شود به خود می‌گیرد. سرمیله کار پیچ شده‌است و انواع وسایل بستن را می‌توان به روی آن پیچاند، سوراخ مخروطی داخل آن برای جازدن مرغک است. میله کار حرکت خود را از دستگاه حرکت اصلی می‌ گیرد.
دستگاه حامل ساپورت، که حامل رنده تراشی کاری بوده و وسیله تنظیم حرکت بار است. این دستگاه فرم کشوی صلیبی را دارد و شامل کشوی رومیزی و دو کشوی دیگر دم چلچله بنام کشوی عرضی و روئی است. کشوی روئی حامل رنده است این کشوها بایستی در راهنماهای خود بدون لقی حرکت کنند. قسمت‌های مختلف ساپورت برای بار طولی و عرضی ممکن است با دست و پا به وسیلهٔ دو میله هادی و کشش که در جلوی میز ماشین نصب شده‌اند و حرکتشان را از میله کار می‌ گیرند به‌طور اتوماتیک به حرکت درآیند.

### دستگاه مرغک
این دستگاه به منظور تکیه‌گاه قطعات کار بلند مورد استفاده واقع می‌شود و به اضافه در موقع سوراخ کاری یا برقو زدن ابزار برنده را به وسیلهٔ دنباله مخروطی که دارد برآن سوار می‌نمایند. دستگاه مرغک را می‌توان روی میزماشین تغییر مکان داد و در هر نقطه دلخواهی محکم کرد. برای حرکت دادن میله داخلی آن از گردش چرخ دستی انتهای مرغک و برای ثابت نگه داشتن از اهرم قسمت جلوئی آن استفاده می‌شود.

### میز ماشین
میز ماشین حامل تمام قسمت‌ها و قطعات ماشین تراش است و روی پایه‌هایی مستقر شده است و دستگاه ساپورت، متعلقات آن و هم چنین دستگاه مرغک روی راهنماهای میز حرکت می‌کنند. این راهنماها اغلب فرم منشوری دارند و ممکن است تخت هم باشند برای تراش کارهایی که قطر بزرگ دارند قسمتی از میز ماشین را طوری ساخته اند که قابل درآوردن باشد.

### جعبه دنده برای حرکت اصلی
میله کار در موقع تراش قطعات بایستی نسبت به وضع و مشخصات کار، دورهای متفاوت داشته باشند. (دور عبارت از تعداد گردش قطعه کار در هر دقیقه است). برای به‌دست آوردن دورهای مختلف از دستگاهی به نام جعبه دنده اصلی استفاده می‌شود که معمولاً جای آن در زیر دستگاه یاطاقان میله کار است. بعضی اوقات ممکن است قسمتی از جعبه دنده اصلی در داخل پایه ماشین جاسازی شده باشد. به وسیلهٔ حرکت چرخ تسمه و چرخ دنده می‌ توان تعداد دور را به صورت پله کانی (با واسطه) تغییر داد و مثلاً از۱۰۵ به ۱۵۱ و۲۱۴ دور در هر دقیقه، هم چنین جعبه دنده‌هایی نیز یافت می‌شوند که ممکن است به وسیلهٔ آن‌ها تعداد دور را غیر از صورت پله کانی (بلا واسطه) تغییر داد.

## ابزارهای تراشکاری

### جنس ابزارهای تراشکاری
جنس ابزار باید خواص ذیل را دارا باشد:
جنس ابزارهای تراشکاری باید خواصی نظیر سختی، مقاومت، مقاومت سختی در برابر حرارت و مقاومت در برابر سائیدگی را داشته باشد. جنس ابزار باید سخت باشد تا لبه برنده آن بتواند در داخل کار نفوذ کند و اگر مقاومت به اندازه کافی نداشته باشد لبه برنده می‌ شکند. علاوه بر آن هر ابزار بایستی تا اندازه‌ای بتواند در مقابل حرارت که در اثر اصطکاک لبه برنده آن با کار تولید می‌شود مقاومت داشته و سختی خود را حفظ کند و برای آن که خیلی زود در اثر کار سائیدگی پیدا نکرده و کند نشود، می‌بایست مقاومت مخصوصی در برابر سائیدگی داشته باشد.
برای ابزارهای تراشکاری جنس متفاوت مصرف می‌شوند که عبارتند از:
فولاد ابزار غیرآلیاژ: فولادی است که۵/۰ تا ۵/۱ درصد کربن دارد این فولاد در مقابل حرارتی برابر با ۲۵۰ درجه سانتی گراد سختی خود را از دست می‌دهد و از این جهت برای سرعت برش‌های زیاد مناسب نیست وروی همین نظر هم این فولاد را در حالات استثنایی فقط برای ساختن رنده‌های تراشکاری مصرف می‌کنند. اغلب فولاد ابزار غیر آلیاژ را به نام فولاد کربن و یابطور ساده به عنوان فولاد ابزار(ws) می‌نامند.
فولاد آلیاژدار: فولادی است که غیر از کربن آلیاژ آن شامل مقداری و لفرام، کرم، وانادیوم، مولیبدن و نظایرآن است. فولادهای آلیاژ دار نیز ممکن است مقدار درصد آلیاژ آن‌ها کم و زیاد باشد مثلاً فولاد تندبر(ss) مقدار درصد آلیاژش زیاد است و مقاومتش در برابر سائیدگی نیز خیلی زیاد است. این فولاد سختی خود را حتی تا ۶۰۰ درجه سانتی گرادحفظ می‌کند. خاصیت مقاومت سختی این فولاد در برابر حرارت بیش از هر چیز مدیون به داشتن و لفرام است و در اثر داشتن همین خاصیت می‌توان با این ابزار با سرعت برش‌های خیلی زیاد کارکرد. چون قیمت فولادتند بر زیاد است اغلب فقط قسمت برنده ابزار یا صفحه‌ای از این فولاد را روی بدنه رنده که از جنس فولاد ماشین‌سازی است نصب کرده و جوش می‌دهند.
فلزات سخت: قدرت انجام کار ابزار را به حد قابل ملاحظه‌ای بالا می‌برند. قسمت اصلی ماده ترکیبی، فلز سخت و لفرام یا مولیبدن است. به اضافه مقداری کبالت و کربن نیز در آن وجود دارد. فلز سخت خیلی گران‌قیمت است و از این جهت تیغه‌های نرم شده‌ای ازآن را روی برنده‌ای از فولادهای ساختمانی لحیم می‌نمایند.
قدرت برش رنده‌های تراشکاری از جنس فولاد سخت حرارت برشی ۹۰۰ درجه سانتی گرادرا هم به خوبی تحمل می‌کند و به همین جهت در دورهای خیلی زیادمی توان آن‌ها را به کار برد وبا داشتن این خواص زمان انجام کار با این فولاد هاکوتاه تر و در نتیجه سرعت برش خیلی زیاد و سطح کار هم کاملاً صاف و تمیز به‌دست می‌آید. برای انجام کار روی جنس‌های مختلف کارهای تراشکاری لازم است که نوع فلز سخت متناسب با آن‌ها را به کار برد.
رنده الماسه‌ها: الماسه‌ها را اغلب به جای لبه برنده ابزار بکار می‌برند، جنس آن‌ها خیلی سخت و مقاومت شان در مقابل سائیدگی بی‌اندازه خوب است. رنده الماسه‌ها را مخصوصاً برای ظریف کاری قطعات روی ماشین‌های مخصوص مصرف می‌نمایند.
مواد برش سرامیکی: که خیلی سخت هستند و به جای قسمت و قطعه برنده در رنده گیرها بسته می‌شوند.

## سطوح، زاویه و لبه برنده در سر برنده ابزار
یکی سطح براده است و همان سطحی از لبه برنده ابزار است که براده روی آن حرکت دارد. دیگری سطح آزاد است که در نقطه مقابل سطح برش سر برنده ابزار قرار دارد. به اضافه زاویه آزاد α که بین سطح برش و سطح آزاد است و زاویه گوه که بین سطح آزاد و سطح براده قرار گرفته و بالاخره زاویه براده γ که بین خط مرکز روی سطح برش و سطح براده واقع شده. زوایای آزاد وگوه وبراده جمعاً تشکیل یک زاویه ۹۰ درجه می‌دهند. لبه بدنه اصلی عبارت از لبه برنده‌ای است که در نقطه مقابل جهت بار قرار دارد و لبه برنده فرعی عبارت از لبه برنده‌ای است که متصل به لبه برنده اصلی می‌باشد.

### مقدار یا بزرگی زاویه لبه برنده
ارتباط با جنس کاری دارد که باید از روی آن براده‌برداری شود و برای جلوگیری از شکستن لبه برنده بایستی برای جنس سخت‌تر زاویه گوه بزرگتری نسبت به جنس نرم‌تر اختیار کرد.
مقدار زاویه آزاد را فقط باید آن حد بزرگ گرفت که سطح آزاد رنده با کار اصطکاکی نداشته باشد. از طرفی هرچه زاویه براده بزرگتر باشد جدا شدن براده از کار سهل‌تر صورت می‌گیرد اما با وجود این نباید فراموش کرد که بزرگ کردن این زاویه طبق دلخواه نمی‌تواند باشد زیرا بزرگ شدن آن ارتباط مستقیم با کوچک شدن زاویه گوه دارد.

### زاویه تنظیم
عبارت از زاویه‌است که بین لبه برنده اصلی و سطح کار قرار دارد و چنانچه مقدار این زاویه بزرگ باشد عرض براده کم خواهد شد و فشار برش روی طول کوتاهی از لبه برنده که کار می‌کند تقسیم می‌شود. بدیهی است که در چنین حالتی لبه برنده تحت فشار بسیار زیادی واقع شده و در نتیجه دوام کمتری خواهد داشت و اگر زاویه تنظیم کوچکتر باشد با یکنواخت ماندن عمق براده عرض آن بیشتر شده و ثمره آن این است که دوام لبه برنده نیز بیشتر می‌شود مقدار زاویه تنظیم در حالت طبیعی ۴۵ درجه است.
اگر مقدار زاویه تنظیم از حالت طبیعی کمتر انتخاب شود یک فشار برگشت یا مخالف (R) بزرگی تولید می‌شود که در نتیجه آن کارهای نازک و بلند تراشکاری خم می‌شوند مقدار این فشار برگشت یا مخالف در حالی که زاویه تنظیم بزرگتر از حد لازم باشد کوچکتر بوده و خطر خم شدن قطعات کار نیز کمتر خواهد بود.

### زاویه تیزی
محصور به لبه برنده اصلی و فرعی است و مقدارش نود درجه است. رنده تراشکاری که زاویه تیزی کمتری داشته باشد خیلی زود کند می‌شود.

### زاویه تمایل
وضع قرار گرفتن لبه برنده اصلی را نسبت به افق تعیین می‌کند. لبه برنده ممکن است افقی بالاتر از افق یا زیر افق قرار گیرد. برای کارهای روتراشی تجربه این‌طور نشان داده‌است که تمایل لبه برنده به زیر افق بهتر است زیرا در این حال براده بهتر جدا می‌شود. زاویه تمایل برای رنده‌های تراشکاری از ۳ تا ۵ درجه است.

## انواع رنده‌ها یا قلم‌های تراشکاری
انجام هر کار تراشکاری مستلزم رنده مناسبی برای آن کار است؛ مثلاً برای روتراشی، پرداختکاری، سوراخکاری، پیشانی‌تراشی، پیچ تراشی و امثال آن‌ها باید قلم‌های فرم دار مناسبی انتخاب کرد.

### قلم‌های روتراشی یا فرنچ کاری
مطلب مهم در کارهای روتراشی این است که در زمان کوتاهی مقدار زیادی براده از روی کار جدا شودازاین رو بایستی اصولاً رنده‌های تراشکاری رنده‌های جاندار و قوی باشند. این گونه رنده‌ها ممکن است فرم صاف یا فرم خمیده داشته باشند.
معمولاً بر حسب وضع لبه برنده اصلی، رنده‌ها به دو دسته چپ و راست تقسیم می‌شوند و برای تشخیص چپ و راست رنده چنین عمل می‌شود:
رنده را به‌طوری‌که سر برنده آن بطرف مشخص و به سمت بالا باشد راست نگه می‌دارند چنانچه لبه برنده اصلی آن در سمت راست قرار گیرد آن را رنده راست و اگر برعکس لبه برنده‌اش در سمت چپ واقع شود رنده چپ یا به اصطلاح چپ تراش است.

### قلم‌های پرداخت‌کاری
با عمل پرداختکاری بایستی در کار سطح خارجی صافی تولید شود و برای این منظور اغلب رنده پرداخت سرصافی که لبه برنده آن کمی گرد شده باشد به کار می‌برند گاهی نیز از رنده پرداخت سر پهن استفاده می‌شود. لبه برنده رنده‌های پرداخت‌کاری بایستی پس از سنگ زدن با کمال دقت به وسیلهٔ سنگ دستی آماده شوند زیرا در غیر این صورت سطح خارجی کار تراشیده شده صاف نخواهد بود.

### قلم‌های بغل‌تراش
برای پیشانی تراشی و هم چنین برای تراش گوشه‌های تیز به کار برده می‌شوند. لبه برنده فرعی این رنده‌ها برای جدا کردن براده مناسب نیست و به این جهت در موقع تراش با این رنده‌ها باید حرکت آن‌ها از داخل کار به سمت خارج آن باشد.

### قلم‌های تراشکاری فرم دار
برای انجام انواع مختلف کارهای تراشکاری رنده‌های متفاوتی که لبه برنده آن‌ها فرم متناسبی با نوع آن کار داشته باشد وجود دارند.

### قلم‌گیر
قلم‌گیرها برای نگاه‌داری رنده‌های کوچک یا تیغچه‌ها مورد استفاده قرار می‌گیرند. رنده‌گیرها از فولاد ساختمانی ارزان ساخته می‌شوند و با به کار بردن آن‌ها از مصرف بیهوده فولاد ابزار گران‌قیمت جلوگیری می‌شود.

### چگونگی مراقبت از قلم‌های تراشکاری
رنده‌های تراشکاری را باید اصولاً به‌طوری مواظبت نمود که کوچک‌ترین صدمه‌ای به لبه برنده آن‌ها وارد نشود زیرا در هر نوبت که آن‌ها را تیز کنند علاوه بر به هدر رفتن مقداری از فلز قیمتی مقداری هم از وقت پرارزش بیهوده تلف می‌شود. بدیهی است که لبه‌های برنده پس از مدت زیادی کار قابلیت برش خود را از دست داده و کند می‌شوند و کار با چنین رنده‌های کندی موجب اصطکاک و تولید حرارت بیشتری شده و نتیجتاً سطح خارجی کار هم ناصاف در می‌آید در موقعیکه رنده را از نو تیز می‌کنند لازم نیست که تمام لبه برنده صدمه دیده آن را از بین ببرند بلکه انجام این عمل در چند مرحله به‌طوری‌که پس از هر مرحله مقدرای با آن کار شود به صرفه نزدیکتر است.
برای سنگ زدن رنده قاعدتاً بایستی به ترتیب اول با سنگ خشن زبر و بعد با سنگ نرم رنده را تیز کنند. بهتر است که برای انجام این منظور از سنگ بشقابی استفاده شود. موقعی که رنده را با سنگ نرم آماده می‌کنند باید توجه داشته باشند که زوایای لازمی که با سنگ زبر به آن داده شده از بین نرود.
در مورد تیز کردن ابزارهایی از فلزات سخت ابتدا بدنه آن را به وسیلهٔ سنگی از جنس الکتروگروند تیز کرده و بعد برای تیز کردن تیغچه آن که از فلز سخت است از سنگ دیگری که جنسش کاربید است استفاده می‌نمایند.
برای تیز کردن قلم نکات ذیل باید مراعات شود:
1. سنگ باید در خلاف لبه رنده حرکت داشته باشد.
2. فشار برنده باید متناسب باشد.
3. در مورد سنگهایی که به وسیلهٔ مایعی باید خنک شوند لازم است مایع خنک‌کننده به حد کافی در جریان باشد.
4. از توخالی کردن سطح آزاد رنده باید امتناع کرد.
5. زاویه برنده رنده را بایستی با شابلون مخصوص آزمایش کرد.
6. سنگهایی که چرب شده یا از حالت دایره‌ای خارج شده باشند ابتدا به وسیلهٔ دستگاه مخصوص صاف و آماده گردند.

## ماشین کاری

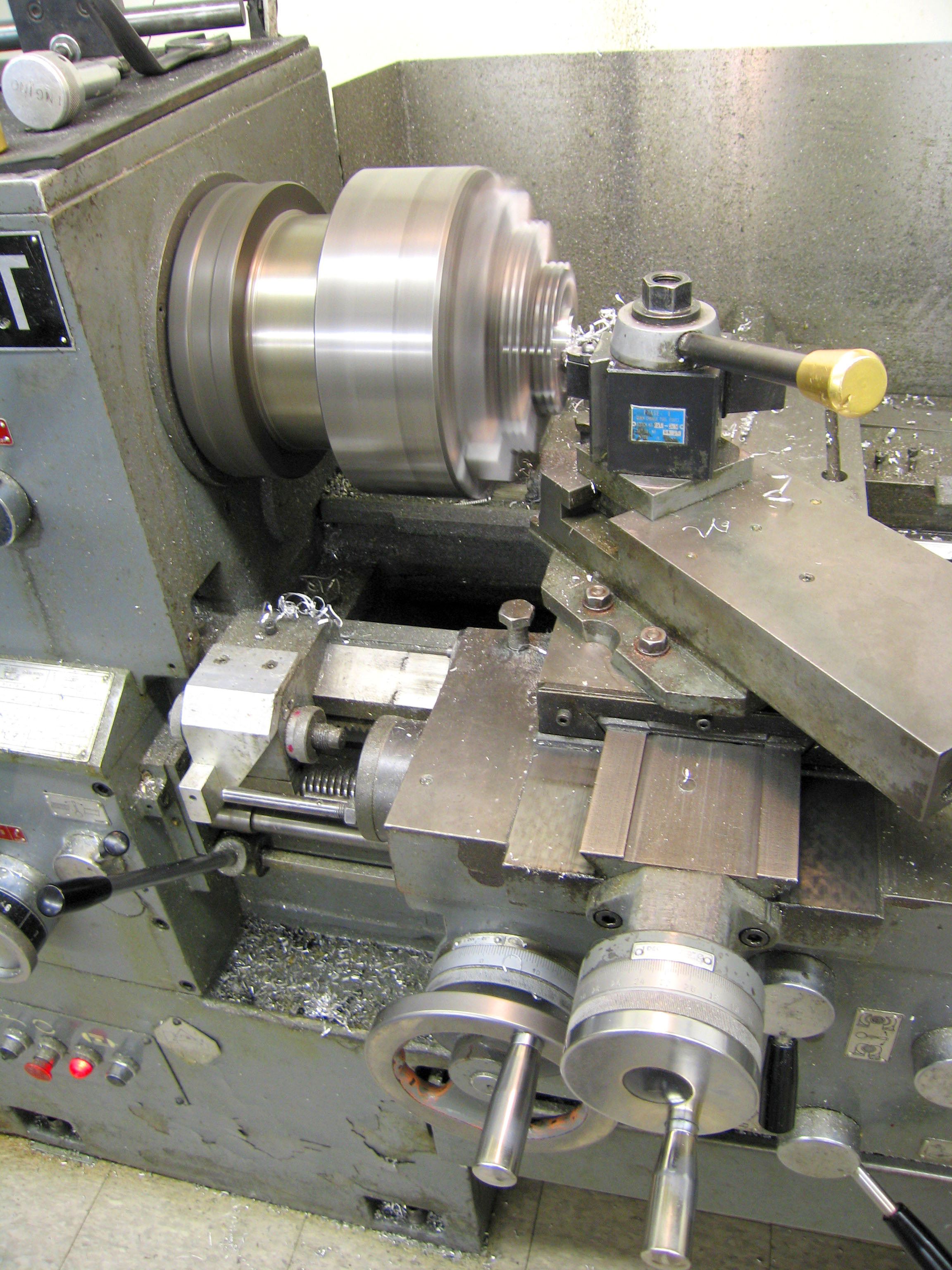
ساخت درب بازکن از یک تکه آلومینیوم با استفاده از ماشین تراشکاری

ماشین تراش یک ماشین ابزار است که عمدتاً برای شکل‌دادن قطعات فلز، چوب یا سایر مواد استفاده می‌شود و که در آن قطعه کار توسط چرخ تراش نگه داشته می‌شود و هم‌زمان توسط ابزار برش، برش داده شود.
ماشین تراش‌ها می‌توانند برای شناسایی آسان به سه نوع تقسیم شوند: ماشین تراش موتور دار، ماشین تراش turret و «ماشین تراش‌های اهداف خاص». بعضی از آن‌ها کوچکتر و نیمه قابل حمل هستند. ماشین تراش‌های بزرگتر به صورت نصب شده می‌باشند و ممکن است نیاز به حمل و نقل ویژه داشته باشند.
مغازه‌های تعمیر و نگهداری معمولاً از یک ماشین تراش استفاده می‌کنند که می‌تواند با بسیاری از عملیات سازگار باشد و قابلیت جابجایی از یک محل کار به دیگری را داشته باشد. ماشین تراش موتور دار برای این منظور مناسب است. یک اپراتور آموزش دیده می‌تواند کارهای بیشتر و مختلفی (نسبت به بقهٔ انواع ماشین تراش‌ها) را با ماشین تراش موتوردار انجام دهد. ماشین تراش turret و «ماشین تراش‌های اهداف خاص» به‌طور معمول در تولیدی‌ها یا کارگاه‌ها برای تولید انبوه یا قطعات تخصصی استفاده می‌شود، در حالی که ماشین تراش‌های موتوردار معمولاً برای هر نوع تراشکاری استفاده می‌شود.

## شکل دهی
زاویه‌ها، شکل‌ها و اندازه‌های مختلفی از ابزار «برش یک نقطه» به‌طور مستقیم به سطح حاصل از یک قطعه کار در عملیات ماشینکاری بستگی دارد. زاویه‌های مختلفی از قبیل  زاویه چرخش ،  زاویه لبه جانبی ،  زاویه برش لبه ،  زاویه تسکین ،  شعاع بینی  وجود دارد و ممکن است با توجه به قطعه کار متفاوت باشد. همچنین، اشکال مختلفی از ابزارهای برش یک نقطه وجود دارد مانند «هفت شکل» و «مربعی». معمولاً ابزار نگهدارنده ویژه برای نگهداشتن ابزار برش عمیق در طول عملیات استفاده می‌شود.

## دینامیک تراشکاری

### نیروها
نیروهای نسبی در فرایند تراشکاری از عوامل تأثیرگذار در طراحی ماشین آلات هستند. ماشین و قطعات آن در طول عملیات باید در برابر این نیروها بدون ایجاد انحرافات قابل توجه، ارتعاشات و سر و صدا مقاومت کنند. در طی یک عملیات تراشکاری سه نیروی اصلی وجود دارد:
- نیروی برش یا مماس بر روی نوک ابزار به سمت پایین می‌باشد که باعث می‌شود تا نیروی عکس‌العمل قطعه کار به سمت بالا باشد؛ و این‌گونه انرژی مورد نیاز برای عملیات برش را فراهم می‌شود. نیروی مخصوص برش مورد نیاز برای برش مواد، نیروی برشی خاص “specific cutting force” نامیده می‌شود. نیرو برش بستگی به ماده دارد.
- نیروی محوری یا بار اولیه در جهت طولی عمل می‌کند. این نیرو را بار اولیه می‌نامیم، زیرا در جهت بار دادن ابزار است. این نیروی تمایل دارد که ابزار را از مرغک دور کند.
- نیروشعاعی یا نیروی محوری در جهت شعاعی عمل می‌کند و تمایل دارد ابزار را از قطعه کار دور کند.

### سرعت و بار
سرعت و بار برای تراشکاری با توجه به مواردی مانند جنس ابزار، جنس قطعه کار، سختی ابزار و قدرت اسپیندل، نوع خنک‌کننده و … تعیین می‌شوند.

### بار
به میزان پیشروی ابزار به درون قطعه کار در هر رفت و برگشت، بار می‌گویند؛ و واحد آن با (mm / rev) مشخص شده‌است.

### انرژی مخصوص تراش
نرخ صرف انرژی یا توان مصرفی در حین عمل تراش است؛ که از حاصلضرب سرعت تراش در مؤلفه اصلی نیروی تراش به دست می‌آید.